# 이천남초등학교
이천남초등학교(利川南初等學校)는 대한민국 경기도 이천시에 있는 공립 초등학교이다.

## 학교 연혁
- 1955.04.01 남천국민학교 설립인가
- 1955.05.10 개교
- 1960.09.21 이천남국민학교로 교명 변경
- 1968.02.02 신축 교실 준공(27개 교실)
- 1982.03.08 병설 유치원 개원(1학급)
- 1990.12.10 교실증축(7교실) 수세식화장실(2개소)
- 1993.10.18 교육부지정 특수학급 실험 연구학교 운영보고
- 1996.03.01 이천남초등학교로 교명변경
- 2005.08.29 증ㆍ개축공사 완료
- 2006.10.31 체육관(자운관) 준공
- 2018.02.09 제62회 졸업(남:62명, 여:41명, 계:103명) 총 졸업생 수(총 15,062명)
- 2018.03.02 23학급 편성(특수학급 2학급) 병설유치원 6학급 편성(특수학급 2학급,방과후 4학급)
- 2018.09.01 제17대 황동신 교장 부임

## 참고 문헌
- 이천남초등학교 - 한국교육학술정보원 학교알리미
- 〈이천남초등학교〉. 《두피디아》. 두산.

## 같이 보기
- 이천남초등학교 축구단